# Kirkland Lake
Kirkland Lake är en ort i Kanada.   Den ligger i provinsen Ontario, i den sydöstra delen av landet, 400 km nordväst om huvudstaden Ottawa. Kirkland Lake ligger 321 meter över havet och antalet invånare är 7 775.
Terrängen runt Kirkland Lake är platt. Trakten runt Kirkland Lake är nära nog obefolkad, med mindre än två invånare per kvadratkilometer.. Det finns inga andra samhällen i närheten. 
I omgivningarna runt Kirkland Lake växer i huvudsak blandskog.